# Kevin McHale
Kevin Edward McHale (Hibbing, Minnesota, 19 de desembre de 1957), és un exjugador estatunidenc professional de bàsquet que va participar en tretze temporades a l'NBA amb els Boston Celtics. Després d'acabar la seva carrera com a jugador professional, va treballar pels Minnesota Timberwolves com a director general i després, com a entrenador. Va ser acomiadat dels Minnesota Timberwolves el juny del 2009. Actualment, i després de fer d'analista per NBA TV, és l'entrenador principal dels Houston Rockets.

## Primers anys
Els pares de Kevin McHale eren Paul Austin McHale i Josephine Patricia Starcevich i vivien a Hibbing,
Minnesota. Al seu institut, Hibbing High School, McHale va ser anomenat "Minnesota's Mr. Basketball of 1976" i va aconseguir portar el seu equip a quedar segon a la AA Minnesota State Championship.

## Carrera universitària
Kevin McHale va jugar d'aler pivot per la Universitat de Minnesota (els Gophers) des de 1976 fins a 1980, amb unes estadístiques de 15,2 punts i 8,5 rebots per partit.
A la universitat, el van anomenar "All-Big Ten" el 1979 i 1980 i encara continua sent segon a la història de l'escola en punts (1704) i rebots (950).
El 1995, coincidint amb el centenari de la Universitat de Minnesota, va ser escollit com a gran jugador de la història del bàsquet de la Universitat de Minnesota.
McHale és famós per una trobada al vestidor dels Gophers amb Chuck Foreman. Foreman, un jugador famós dels Minnesota Vikings en aquella època, estava felicitant els Gophers per una victòria molt treballada. Mentre Foreman estava encaixant les mans amb els jugadors, quan va arribar a McHale, que llavors era desconegut, McHale li va deixar anar: "Què tal, senyor Foreman? Vostè de què viu?"